# 余克勤
余克勤（1913年—1988年），中国人民解放军将领、中国人民解放军开国少将。
曾任第8步兵学校校长。1955年，授予中国人民解放军少将。